# Indiens särskilda gränsstyrka
Indiens särskilda gränsstyrka, Special Frontier Force, har som huvuduppgift specialoperationer vid den indisk-tibetanska gränsen och består av cirka 3 000 man, varav många är tibetanska flyktingar. 